# 廣南大學
廣南大學是位于越南岘港市三岐的一所公立多學科公立大學，并由岘港市人民委员会主管。

## 歷史沿革
原为广南师范高等专科学校，2007年，越南总理阮晋勇签署722/QĐ-TTg号决议，同意将广南师范高等专科学校升格为广南大学，延续至今。广南大学主校区位于舊三岐市安美坊，该校在同市的三富社也有校区。

## 学科设置
在廣南大學的人才培养計劃下，大学将培养30%的师范生。同时，優先发展旅遊、信息技术和外語等重點学科。并與區內職業中等学校、大專院校合作，提供從专科升本科的教育培訓。
截至2022年，广南大学设置了13个专业，分别为植物保护、学前教育、小学教育、越南语师范、文学、越南学（导游方向）、物理学（含师范类）、信息技术、数学师范、生物师范、历史学等。